# Вулиця Анатолія Авдієвського
Ву́лиця Анатолія Авдієвського — вулиця в Деснянському районі міста Києва, котеджне селище Деснянське. Пролягає від вулиці Олександра Білаша до кінця забудови.

## Історія
Сформувалася на початку 2010-х років як одна з вулиць котеджного селища Деснянське. У 2011—2021 роках мала назву вулиця Павла Вірського на честь українського танцівника і хореографа Павла Вірського.
Сучасна назва на честь українського хорового диригента та композитора Анатолія Авдієвського — з 16 грудня 2021 року.
Тим самим рішенням ім'я Павла Вірського було надано колишній Саратовській вулиці в Шевченківському районі.